# Sassari-Cagliari 1964
La Sassari-Cagliari 1964, quattordicesima edizione della corsa, si svolse l'8 marzo 1964 su un percorso di 225 km. La vittoria fu appannaggio del belga Edgard Sorgeloos, che completò il percorso in 6h15'30", precedendo lo spagnolo Antonio Suárez e l'italiano Guido Carlesi.

## Ordine d'arrivo (Top 10)
| Pos. | Corridore          | Squadra      | Tempo    |
| ---- | ------------------ | ------------ | -------- |
| 1    | Edgard Sorgeloos   | Solo-Superia | 6h15'30" |
| 2    | Antonio Suárez     | I.B.A.C.     | s.t.     |
| 3    | Guido Carlesi      | Gazzola      | a 16"    |
| 4    | Flaviano Vicentini | Ignis        | s.t.     |
| 5    | Dino Liviero       | I.B.A.C.     | s.t.     |
| 6    | Rik Van Looy       | Solo-Superia | s.t.     |
| 7    | Michele Dancelli   | Molteni      | s.t.     |
| 8    | Aldo Moser         | Lygie        | s.t.     |
| 9    | Giorgio Zancanaro  | Carpano      | s.t.     |
| 10   | Marino Vigna       | Gazzola      | s.t.     |